# Sing Your Way Home
Sing Your Way Home är en amerikansk långfilm från 1945 i regi av Anthony Mann, med Jack Haley, Marcy McGuire, Glen Vernon och Anne Jeffreys i rollerna.

## Handling
Journalisten Steve Kimball (Jack Haley) är desperat att ta sig hem efter andra världskrigets slut. Han tvingas ta hand om en grupp unga artiser som åker med samma båt. Problemet är att de hela tiden brister ut i sång.

## Rollista
| Jack Haley       | – Steve Kimball     |
| Marcy McGuire    | – Bridget Forrester |
| Glen Vernon      | – Jimmy McCue       |
| Anne Jeffreys    | – Kay Lawrence      |
| Donna Lee        | – Terry             |
| Patti Brill      | – Dottie            |
| Nancy Marlow     | – Patsy             |
| James Jordan Jr. | – Chuck             |
| Emory Parnell    | – Ship's Captain    |
| David Forrest    | – Windy             |
| Edward Gargan    | – Jailer            |

## Utmärkelser
- Oscar
  - Nominerad: Bästa sång (Allie Wrubel (musik) och Herb Magidson (text) för "I'll Buy That Dream")